# Deoghar
Deoghar (Hindi देवघर Devaghar) ist eine Großstadt mit etwa 250.000 Einwohnern im Norden des indischen Bundesstaats Jharkhand. Mit dem Vaidhyanath-Tempel (auch Baidyanath) besitzt sie eines von nur 12 Jyotirlinga-Heiligtümern Indiens.

## Verwaltung
Deoghar bildet das Verwaltungszentrum des gleichnamigen Distrikts; als Stadt besitzt sie seit dem 26. Juni 2010 den Status einer Municipal Corporation. Dabei wurde die damalige Municipality Deoghar mit dem Notified Area Committee Jasidih verschmolzen. Die  Stadt ist in 35 Wards gegliedert.

## Lage und Klima
Die Stadt Deoghar liegt am Fluss Mayurakshi knapp 250 km nordöstlich von Jharkhands Hauptstadt Ranchi in einer Höhe von ca. 250 m; Patna, die am Ganges gelegene Hauptstadt des Bundesstaates Bihar, ist etwa 250 km in nordwestlicher Richtung entfernt. Das Klima ist gemäßigt bis warm; Regen (ca. 1175 mm/Jahr) fällt hauptsächlich in der sommerlichen Monsunzeit.

## Bevölkerung
Im Jahr 1950 lag die Einwohnerzahl noch bei nur ca. 25.000. Ca. 94,5 & der Einwohner sind Hindus, knapp 5 % sind Moslems; der Rest entfällt auf Christen, Sikhs, Buddhisten, Jains etc. Der männliche Bevölkerungsanteil ist gut 10 % höher als der weibliche.

## Sehenswürdigkeiten
- Der Vaidhyanath-Tempelkomplex zieht zu jeder Jahreszeit Scharen von Hindu-Pilgern an.
- Beachtung verdient auch der erst im Jahr 1940 von einer Witwe gestiftete Navlakha-Tempel, der europäische mit hinduistischen Stilformen vereint.
- Etwa 15 Kilometer im Osten liegt das Ausflugs- und Pilgerziel Trikut Pahar (mit einer Seilbahn erschlossen).